# Thomas Due
Thomas Due (Trondheim, 14 de marzo de 1971) es un deportista noruego que compitió en curling.
Ganó dos medallas de bronce en el Campeonato Mundial de Curling, en los años 2006 y 2008, y tres medallas en el Campeonato Europeo de Curling entre los años 2002 y 2008.

## Palmarés internacional
| Campeonato Mundial | Campeonato Mundial           | Campeonato Mundial | Campeonato Mundial |
| Año                | Lugar                        | Medalla            | Prueba             |
| ------------------ | ---------------------------- | ------------------ | ------------------ |
| 2006               | Lowell (Estados Unidos)      | Medalla de bronce  | Equipo             |
| 2008               | Grand Forks (Estados Unidos) | Medalla de bronce  | Equipo             |
| Campeonato Europeo |                              |                    |                    |
| Año                | Lugar                        | Medalla            | Prueba             |
| 2002               | Grindelwald (Suiza)          | Medalla de bronce  | Equipo             |
| 2007               | Füssen (Alemania)            | Medalla de plata   | Equipo             |
| 2008               | Örnsköldsvik (Suecia)        | Medalla de plata   | Equipo             |